# Kibice do dzieła!
Kibice do dzieła! (ang. Ready to Rumble) – amerykańska komedia z 2000 roku w reżyserii Briana Robbinsa. Wyprodukowany przez Warner Bros. Pictures.

## Opis fabuły
Mistrz wrestlingu Jimmy King (Oliver Platt) jest idolem mieszkańców miasteczka. Gdy przegrywa walkę, w niesławie schodzi z areny. Załamuje się i rezygnuje z kariery. Gordie (David Arquette) i Sean (Scott Caan), jego wierni fani, chcą go odnaleźć i zmusić do powrotu na ring. Nie będzie to łatwe.

## Obsada
- David Arquette jako Gordie Boggs
- Scott Caan jako Sean Dawkins
- Oliver Platt jako Jimmy King
- Joe Pantoliano jako Titus Sinclair
- Rose McGowan jako Sasha
- Martin Landau jako Sal Bandini
- Ahmet Zappa jako kasjer
- Jill Ritchie jako Brittany
- Richard Lineback jako pan Boggs, ojciec Gordie'go
- Chris Owen jako Isaac
- Melanie Deanne Moore jako Wendy
- Caroline Rhea jako Eugenia King
- Tait Smith jako Frankie King
- Ellen Albertini Dow jako pani MacKenzie
- Kathleen Freeman jako Jane King
- Lewis Arquette jako Fred King
  - wrestlerzy
- John Cena jako maniak fitnesu
- Diamond Dallas Page
- Goldberg
- Sting
- Bam Bam Bigelow
- Randy Savage
- Booker T
- Sid Vicious
- Juventud Guerrera
- Curt Hennig
- Disco Inferno
- Billy Kidman
- Konnan
- Chris Kanyon - kaskader Olivera Platta
- Rey Mysterio Jr.
- Perry Saturn
- Prince Iaukea
- Van Hammer
- Stephanie Bellars
- Shane Helms - kaskader Davida Arquette
- Michael Buffer, Gene Okerlund, Tony Schiavone, Mike Tenay
- Charles Robinson, Billy Silverman
- The Nitro Girls: Chae, Teri Byrne (Fyre), Spice, Sharmell Sullivan-Huffman, Tygress